# Šlovice (Semněvice)
Šlovice jsou malá vesnice, část obce Semněvice v okrese Domažlice v Plzeňském kraji. Nachází se tři kilometry východně od Semněvic. Je zde evidováno 12 adres. V roce 2011 zde trvale žilo 25 obyvatel.
Šlovice leží v katastrálním území Šlovice u Bukovce o rozloze 1,45 km².

## Historie
První písemná zmínka o vesnici pochází z roku 1379.

## Obyvatelstvo
| Rok            | 1869 | 1880 | 1890 | 1900 | 1910 | 1921 | 1930 | 1950 | 1961 | 1970 | 1980 | 1991 | 2001 | 2011 | 2021 |
| -------------- | ---- | ---- | ---- | ---- | ---- | ---- | ---- | ---- | ---- | ---- | ---- | ---- | ---- | ---- | ---- |
| Počet obyvatel | 82   | 86   | 79   | 85   | 100  | 92   | 85   | 53   | 36   | 24   | 21   | 17   | 17   | 25   | 26   |
| Počet domů     | 15   | 15   | 14   | 15   | 16   | 16   | 17   | 17   | 8    | 8    | 6    | 7    | 7    | 8    | 10   |

## Obecní správa
Při sčítání lidu v letech 1850–1959 Šlovice byly osadou obce Pocinovice v okrese Horšovský Týn (v letech 1850–1910 Horšův Týn). V letech 1960–1984 byly částí obce Bukovec v okrese Domažlice. Od 1. října 1984 jsou částí obce Semněvice v okrese Domažlice. Poté se Bukovec opět osamostatnil, ale Šlovice již zůstaly součástí Semněvic.

## Další fotografie

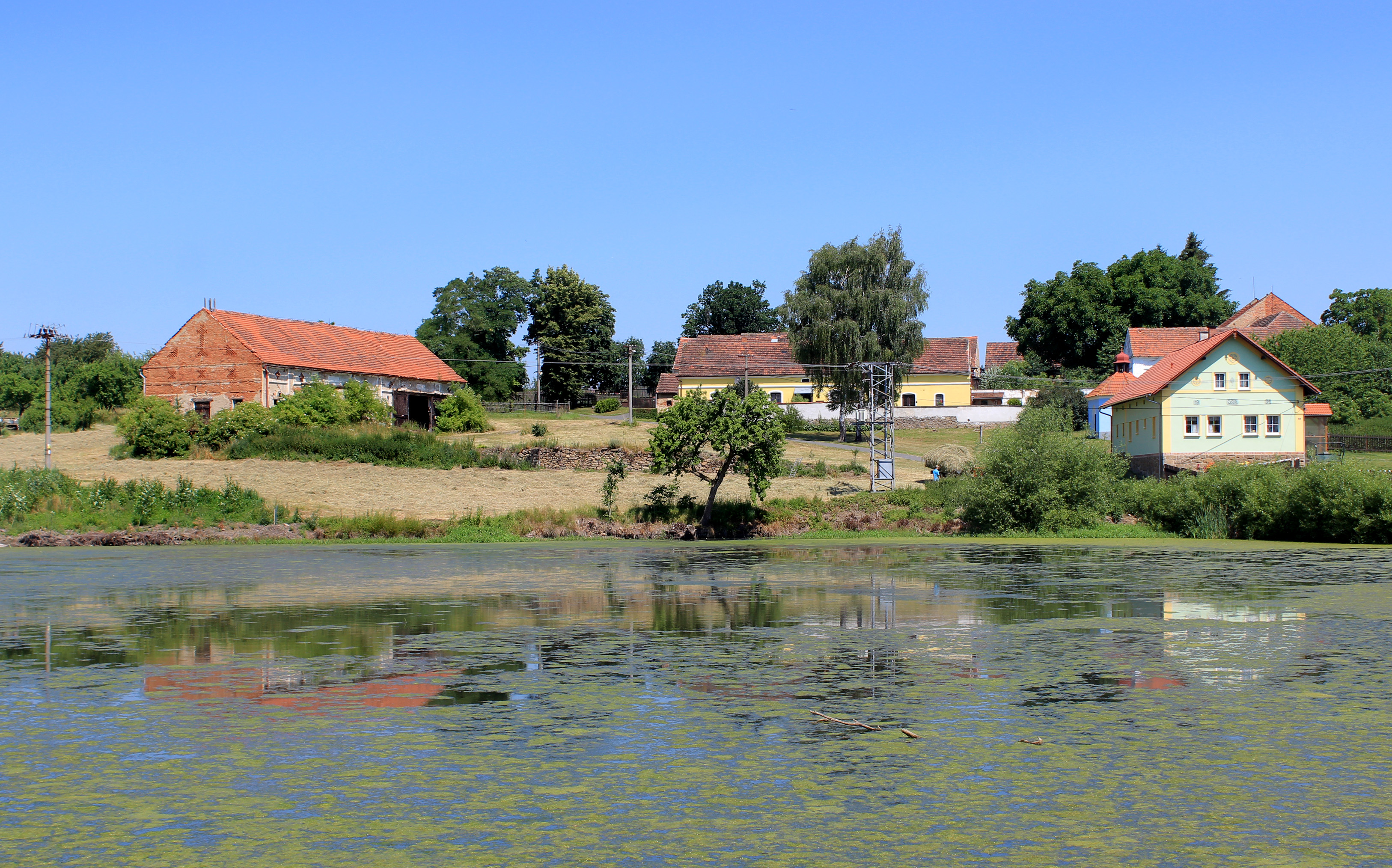
Horní část vesnice za rybníkem
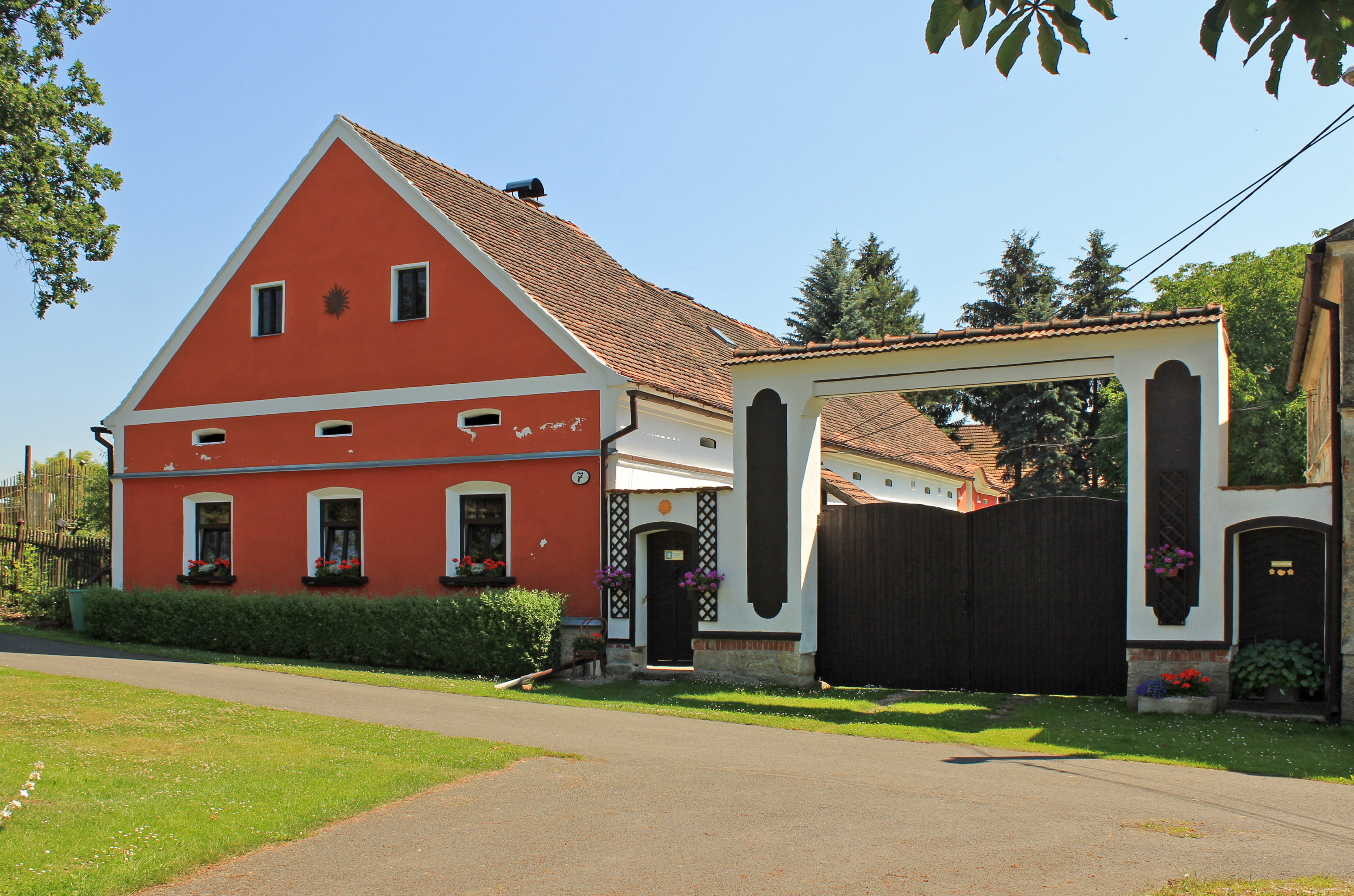
Opravený statek
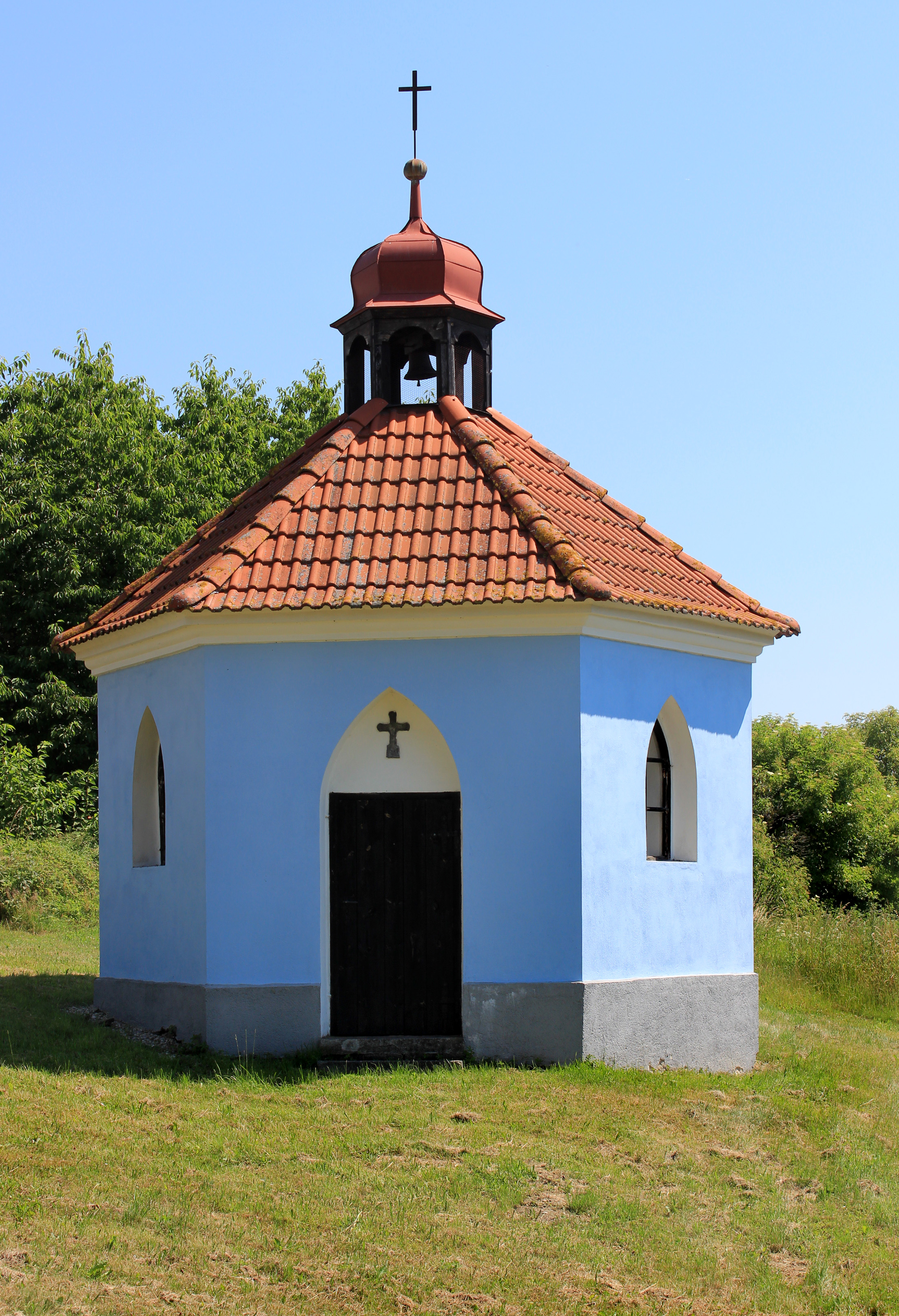
Kaple v úbočí